# دراج فینش
دراج فینش (نام علمی: Scleroptila finschi) نام یک گونه از سرده دراج‌های آفریقایی است.